# Sistema obert (teoria de control)
En teoria de sistemes, un sistema de control és un sistema anticipatiu (feedforward) que no té cap bucle de realimentació per controlar la seva sortida en un sistema de control. En contraposició, un sistema tancat utilitza un bucle de realimentació per controlar l'operació del sistema. En un sistema obert, la sortida del sistema no és realimentada de nou cap a l'entrada per controlar-ne l'operació.